# Premium Extra
Premium Extra è stato un canale televisivo della piattaforma Mediaset Premium che ospitava principalmente i contenuti del pacchetto Premium Reality. Veniva attivato solo in presenza di eventi da trasmettere, sdoppiandosi spesso nei due canali Premium Extra 1 e Premium Extra 2.

## Storia
Premium Extra nasce come canale pay per view il 7 gennaio 2008 sul mux Mediaset 1, offriva prime visioni cinematografiche a rotazione e l'ottava edizione del Grande Fratello. I primi programmi televisivi.
Precedentemente alla nascita di Premium Extra il cinema, i reality show e altri tipi di spettacoli erano offerti sui servizi Mediaset Premium 1, Mediaset Premium 2, Mediaset Premium 3, Mediaset Premium 4, Mediaset Premium 5, Mediaset Premium 6 e Mediaset Premium 7, disattivati l'8 gennaio 2008.
Il 1º luglio, l'offerta di Mediaset Premium subisce un restyling per la decisione dei vertici Mediaset di non offrire più eventi in pay per view. Per questo motivo, i due canali Premium Extra vengono spenti e rimossi in automatico dai decoder in fase di risintonizzazione. I canali (in modalità pay-per view) terminano le loro trasmissioni per la prima volta alle ore 21:00 del 30 giugno 2008.
Il 12 gennaio 2009, i due canali tornano per garantire la diretta del Grande Fratello 9 (incluso nel pacchetto Premium Gallery). Il 28 febbraio seguente viene attivato Premium Extra, che dopo la trasmissione dello Spettacolo "Winx on Ice" tra il 28 febbraio e il 1º marzo 2009 diventa Premium MotoGP.
L'8 marzo successivo nasce un quarto servizio televisivo denominato Premium La Fattoria sul mux Dfree che prende il nome dal reality omonimo. Questo resta disponibile sino al 19 aprile successivo.
Il 24 aprile 2009 i canali Premium Extra 1 e 2 sul mux Mediaset 1 spariscono per la seconda volta, mentre il canale Premium Test sul mux Dfree lascia il posto a Studio Universal.
Il 9 luglio 2009 il canale Premium Extra torna in onda per la seconda volta, proponendo i concerti di Amici. Il canale occupava la posizione LCN 119, all'interno del mux Mediaset 1.
Durante l'estate 2009, Premium Extra offerta spettacoli come Winx On Ice e il Tour dei ragazzi di Amici di Maria De Filippi.
Da lunedì 28 settembre 2009 il canale si sdoppia nuovamente in due, trasmettendo dal 26 ottobre 2009 la diretta del Grande Fratello 10, mentre su Premium Extra 2 dal 28 settembre 2009 la nona edizione di Amici.
Il 9 marzo 2010, con la fine del Grande Fratello, i due canali si riunificano in "Premium Extra" continuando a trasmettere il reality Amici. Terminato anche quest'ultimo, l'11 aprile il canale sparisce per la terza volta.
Il 15 ottobre 2010 il canale torna in onda per la terza volta per trasmettere dal 18 ottobre l'11ª edizione del Grande Fratello visibile sui canali Premium Extra 1 e Premium Extra 2. Il 19 aprile 2011 i due canali spariscono di nuovo dal mux Mediaset 1.
Dal 20 ottobre 2011 al 2 aprile 2012 il canale torna per trasmettere, dal 24 ottobre, la 12ª edizione del Grande Fratello visibile sui canali Premium Extra 1 e Premium Extra 2.
L'11 febbraio 2014 i due canali tornano disponibili per la 13ª edizione del Grande Fratello, in partenza dal 3 marzo 2014, nel mux Mediaset 3. Al termine del reality, il 27 maggio 2014, spariscono di nuovo.
L'8 maggio 2014 nasce anche Premium Extra 3 (sempre nel mux Mediaset 3) con LCN 388 che, da domenica 11 maggio, trasmette in diretta il Mini Challenge 2014. Il canale sparisce il 18 settembre.
Premium Extra 1 e 2 tornano a trasmettere il 14 settembre 2015, in occasione della 14ª edizione del Grande Fratello, sul mux Mediaset 1. Spariscono un'altra volta il 1º marzo 2016.
Il 12 settembre 2016, con la partenza della 1ª edizione del Grande Fratello VIP, tornano i canali Premium Extra 1 e Premium Extra 2 ai canali 325 e 326, fino alla fine del programma, il 7 novembre 2016, per poi chiudere definitivamente i battenti.